# 维代姆
维代姆（法語：Widehem）是法国北部-加来海峡大区加来海峡省的一个市镇，属于蒙特勒伊区埃塔普勒县。该市镇2009年时的人口为244人。

## 人口
维代姆人口变化图示
| 数据来源：INSEE |